# Lotay Tshering
Lotay Tshering (tiếng Dzongkha: བློ་གྲོས་ཚེ་རིང་; sinh năm 1968) là một chính trị gia, bác sĩ người Bhutan. Ông hiện là Thủ tướng đương nhiệm của Bhutan. Ông nhậm chức Thủ tướng Bhutan từ ngày 7 tháng 11 năm  2018. Ông cũng là chủ tịch của Đảng Druk Nyamrup Tshogpa, đảng phái đang nắm quyền kiểm soát chính phủ Bhutan, kể từ ngày 14 tháng 5 năm 2018.

## Cuộc đời
Lotay Tshering sinh ngày 10 tháng 5 năm 1968, trong một gia đình bình dân, tại làng Dalukha, Mewang Gewog, quận Thimpu.
Lotay Tshering theo học tại trường trung học Punakha và tốt nghiệp Trường cao đẳng Sherubtse. Ông sau đó tốt nghiệp Cao đẳng Y tế Mymensingh thuộc Đại học Dhaka, Bangladesh và nhận bằng Cử nhân Y khoa ngành phẫu thuật vào năm 2001. Lotay Tshering đã hoàn thành tốt nghiệp tại Đại học Y khoa Bangabandhu Sheikh Mujib ở Dhaka, Bangladesh. Năm 2007, ông theo học Khoa Tiết niệu tại Medical College of Wisconsin, Hoa Kỳ, sau khi nhận học bổng từ Tổ chức Y tế Thế giới. Khi quay trở lại Bhutan, Lotay Tshering khi ấy là bác sĩ tiết niệu được đào tạo duy nhất hành nghề tại đất nước của ông. Năm 2010, ông nhận được học bổng nghiên cứu sinh tại Bệnh viện Đa khoa Singapore, ở Singapore và Đại học Okayama, Nhật Bản. Lotay Tshering tiếp tục học và nhận được bằng Thạc sĩ Quản trị Kinh doanh từ Đại học Canberra, Úc vào năm 2014.

## Công việc ngành y
Lotay Tshering từng là bác sĩ phẫu thuật tư vấn tại Bệnh viện quốc gia Jigme Dorji Wangchuck (JDWNRH), bệnh viện chính ở Bhutan và Bệnh viện khu vực Mongar, và cũng là chuyên gia tư vấn tiết niệu tại JDWNRH trong 11 năm.
Năm 2013, sau khi thanh toán khoảng 6,2 triệu ngultrum Bhutan cho Ủy ban Dịch vụ Dân sự Hoàng gia Bhutan, Lotay Tshering xin nghỉ công việc bác sĩ tiết niệu tại Bệnh viện quốc gia Jigme Dorji Wangchuck để tham gia vào lĩnh vực chính trị. 

## Sự nghiệp chính trị
Lotay Tshering tranh cử tại Cuộc bầu cử Quốc hội năm 2013 nhưng đảng của ông đã bị loại ở vòng sơ bộ.
Ngày 14 tháng 5 năm 2018, Tshering đã nhận được 1.155 phiếu bầu và được bầu làm chủ tịch của Đảng Druk Nyamrup Tshogpa (DNT) chỉ năm tháng trước cuộc bầu cử Quốc hội Bhutan lần thứ ba.
Ông được bầu vào Quốc hội Bhutan với tư cách là ứng cử viên của Đảng DNT tại khu vực bầu cử Nam Thimphu trong cuộc bầu cử Quốc hội Bhutan vào năm 2018. Lotay Tshering nhận được 3.662 phiếu bầu, đánh bại Kinley Tshering, một ứng cử viên của DPT. Đảng của ông đã giành được số ghế lớn nhất trong Cuộc bầu cử Quốc hội năm 2018, đưa Tshering lên vị trí thủ tướng  và đây cũng là lần đầu tiên mà Đảng Druk Nyamrup Tshogpa lên nắm quyền kiểm soát chính phủ kể từ khi được thành lập.
Ngày 7 tháng 11 năm 2018, Lotay Tshering thay thế Tshering Tobgay và tuyên thệ nhậm chức Thủ tướng Bhutan.
Ngày 27 tháng 12 năm 2018, Thủ tướng Bhutan Lotay Tshering đến Ấn Độ trong chuyến thăm ba ngày, để thực hiện chuyến công du nước ngoài đầu tiên sau khi nhậm chức.
Ngày 3 tháng 11 năm 2018, Thủ tướng Bhutan Lotay Tshering công bố 10 bộ trưởng trong nội các của chính phủ mình.
Dù bận rộn với công việc Thủ tướng của Bhutan nhưng Lotay Tshering vẫn dành mỗi buổi sáng thứ năm để đào tạo cho các bác sĩ trẻ hay thuyết trình về kiến thức y khoa; và cuối tuần thứ bảy đến bệnh viện để khám cho các bệnh nhân. Ngày chủ nhật Lotay Tshering dành riêng thời gian cho gia đình. Ông vẫn tự lái xe hơi đi làm mỗi ngày mà không cần dùng tài xế riêng.

## Vinh danh
- Năm 1991: Lotay Tshering được trao tặng Huy chương Vàng Father William Mackey cho thành tích học tập xuất sắc ở Sherubtse.[2][12]
- Năm 2005: Ông được Đức Đạt Lai Lạt Ma thứ 14 trao tặng Giải thưởng Anh hùng Nhân ái Vô danh.[2][12]
- Năm 2017: Ông được Vua Jigme Khesar Namgyel Wangchuck trao tặng Huân chương Rồng Sấm (Druk Thuksey) vì “sự phục vụ quên mình và tận tụy của ông đối với Tsawa-Sum (Quốc vương, tổ quốc và nhân dân).”[2][12]

## Gia đình
Lotay Tshering kết hôn với Ugyen Dema, là một bác sĩ. Hai ông bà có một con gái. Trong thời gian làm việc tại Bệnh viện khu vực Mongar, ông Lotay Tshering đã nhận nuôi một bé gái và một bé trai. Lotay Tshering nói tốt một số ngôn ngữ như Dzongkha, Lotshamkha, Bengali và tiếng Anh.